# Anubis (god)
Anubis (Grieks: Ἄνουβις; Egyptisch: ı͗npw) is een god in de Egyptische mythologie. Hij werd afgebeeld als een jakhals of als een mens met het hoofd van een jakhals. Een jakhals is een aaseter, en waarschijnlijk zou de associatie met dit dier eerder geweest zijn om de doden te beschermen tegen vernietiging.

## Mythologie
Voordat Osiris belangrijk werd, was Anubis de belangrijkste begraafgod. Waarschijnlijk heeft hij zich in het begin alleen maar met begrafenissen bemoeid en zich met het volgen van de koning in de onderwereld beziggehouden. De naam 'Anubis' zou gelinkt zijn aan het woord 'koningszoon' in dezelfde relatie met Osiris. De jakhalskop is gekozen vanwege de jakhalzen in de woestijn die aan het graven waren in de oude koningsgraven. De andere jakhalsgod was Wepwawet. In het Oude Rijk werden gebeden geschreven op de muren van mastaba's, en in de piramideteksten is Anubis heel vaak aangehaald.
Uiteindelijk is de cultus van Anubis geassimileerd met die van Osiris, waarvan men zei dat hij de vader van Anubis was en dat Anubis hem balsemde. Er zijn verschillende mythen over zijn afkomst. Volgens één tekst was hij de zoon van Hesat en Bastet, volgens andere bronnen was hij de zoon van Seth of Ra met Nephthys (volgens een bron van Plutarchus). Hij was de onwettige zoon van Osiris en Nephthys, de zus van Isis. Isis had ontdekt dat Osiris haar had bedrogen, maar Nephthys, die het kind niet wilde uit schrik voor haar gemaal Seth, had het verborgen. Isis vond Anubis en verzorgde hem. Anubis zou er eveneens voor zorgen dat Osiris opnieuw tot leven kwam en zo de eerste mummie werd.
De functie in de dood van Anubis is perfect weergegeven in de titels die hij kreeg:
- Voorganger van de westerlingen, vanwege de graven aan de oevers ten westen van de Nijl;
- Heer van het heilige land: de heerschappij over de woestijnen;
- Hij die op de heilige berg is, gebaseerd op een jakhals op een berg die de boel in de gaten houdt;
- Heerser van de bogen: overheerser van de vreemde volkeren rondom Egypte.

## Verering
Anubis was vooral geliefd in de zeventiende nomos van Opper-Egypte, waar ook een interessant document over religieuze topografie, de papyrus Jumilhac, bewaard is gebleven. Anubis was de patroon van die nomos: Cynopolis of el-Qeis. Zijn religie werd aangenomen in het hele land. De vele kapellen en afbeeldingen van de god bewijzen dat. Anubis werd de patroon van de balsemers, en in de Memphitische necropolis kreeg hij in de Late periode ook een cultus bij het Anubieion in Memphis. Er zijn ook maskers van de god gevonden, die priesters droegen bij het balsemen van de koning. Ook had de god te maken met de geboorte, althans in het Oude Rijk volgens de Palermosteen.

## Afbeelding
De god Anubis kon op een aantal manieren worden afgebeeld: als een man met een jakhalskop, als een jakhals (later werd dit een hond onder de Grieken, die het verschil niet zagen) en als een man getroond met een was-scepter. De god wordt vaak afgebeeld in de Hal van de Waarheid, waar de ziel van de overledene werd gewogen. Hij werd vaak afgebeeld naast Osiris en Thoth. In de Grieks-Romeinse tijd (Alexandrië) werd hij afgebeeld in harnas als een beschermde godheid die waakte over Horus. 

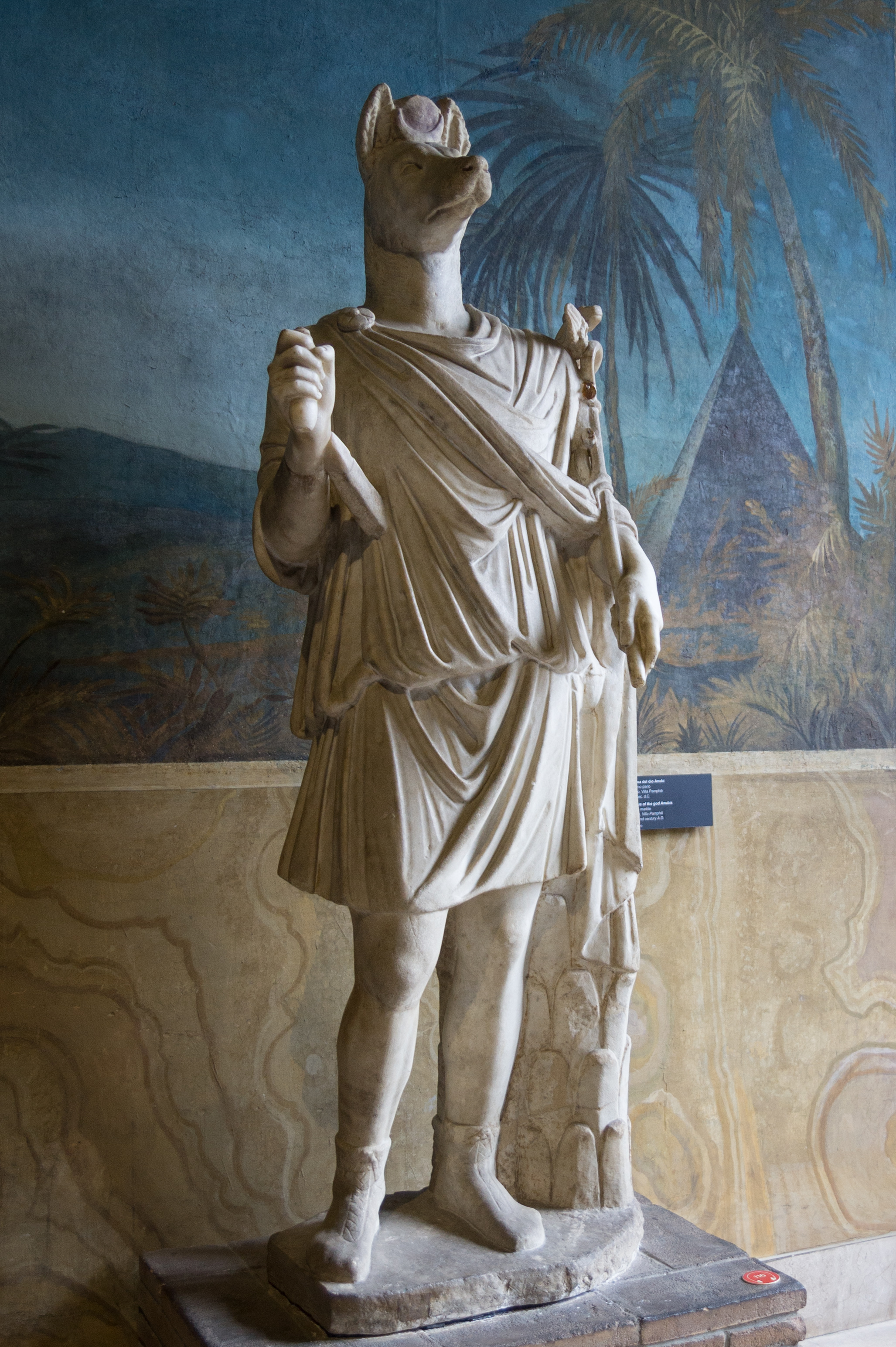
Anubisbeeld in het Gregoriano Etrusco Museum, een van de Vaticaanse musea
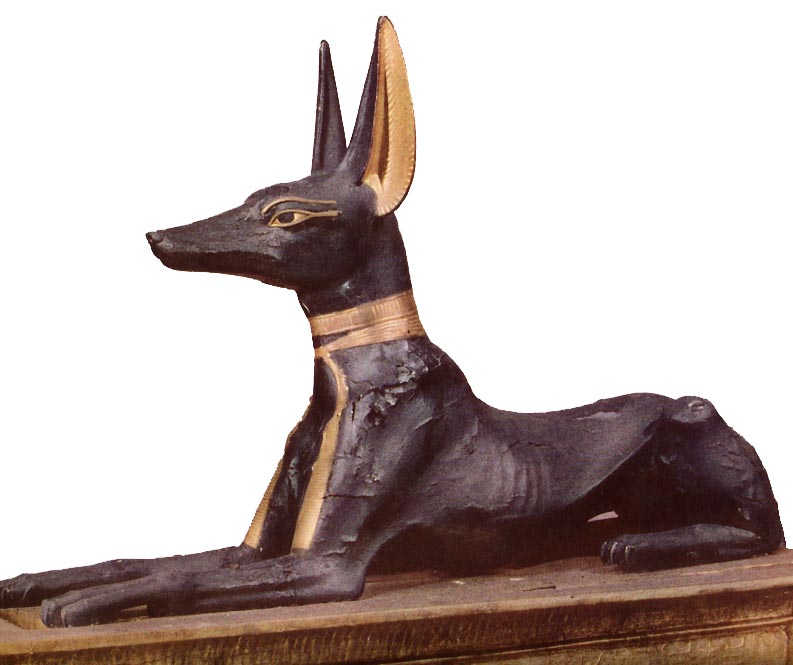
Anubis als jakhals

Aker · Amaoenet · Ammit · Amenhotep, zoon van Hapoe · Amon · Amon-Re · Amset · Anat · Andjeti · Anhoer · Anubis · Anoeket · Apedemak · Apepi · Apis · Arensnuphis · Astarte · Atoem · Aton · Baäl · Baälat · Bat · Banebdjedet · Bastet · Benben · Benoe · Bes · Buchis · Chentiamentioe · Chepri · Chons · Doeamoetef · Geb · Hapy (Nijlgod) · Hapy (zoon van Horus) · Harmachis · Harpocrates · Hathor · Hatmehyt · Heh en Hehet · Heka · Heket · Herisjef · Hesat · Horus · Hoe · Iaret · Imhotep · Ishtar · Isis · Isis-Sothis · Kebehsenoef · Kek · Chnoem · Maät · Mandulis · Mentoe · Meretseger · Mesechenet · Min · Miysis · Mnevis · Moet · Naoenet · Nechbet · Nechen en Pe · Nefertem · Neith · Nennoe · Nephthys · Noen · Noet · Osiris · Pachet · Ptah · Qetesh · Ra · Renenoetet · Renpit · Resjef · Satet · Sechmet · Selket · Serapis · Sesjat · Seth · Sjoe · Sobek · Sokaris · Sopdet · Ta-Bitjet · Tabh · Tatenen · Taweret · Tefnoet · Thoth · Wadjet · Wepwawet · Werethekaoe ·